# Котеленець Іван Мефодійович
Котеленець Іван Мефодійович (?, Ольшана, Прилуцький повіт, Полтавська губернія — ?) — член Трудового конгресу України.
Навчався у Київському політехнічному інституті. Працював у Полтавському губернському земстві. За його клопотанням у селі відкрито двокласну школу та збудовано приміщення для неї.
На початку 1919 р. обраний членом Трудового конгресу УНР за квотою селян Прилуцького повіту.
Подальша доля невідома.